# Semirara
Semirara ist eine philippinische Insel im Süden der Tablas-Straße etwa 19 km südlich von Mindoro und 53 km nordwestlich der Insel Panay.

## Geographie
Mit einer Fläche von etwa 55 km² ist Semirara die größte der Caluya-Inseln, die zum philippinischen Archipel der Visayas gehören.

## Wirtschaft
Auf Semirara liegt eine der größten Kohle-Bergwerke in Südostasien, die Panian-Mine. Diese wird von der Semirara Mining Corporation ausgebeutet.

## Verwaltung
Semirara gehört zur Gemeinde Caluya (Municipality of Caluya) und zur philippinischen Provinz Antique.